# Bruin bekermos
Bruin bekermos (Cladonia grayi) is een soort korstmos uit het geslacht Cladonia.

## Determinatie
Het primaire thallus bestaat uit grondschubben die aan de bovenkant een grijsgroene kleur hebben, maar vaak zijn ze deels bruin aangelopen. Aan de onderkant zijn de grondschubben witachtig van kleur. De grondschubben zijn vrij klein (met een diameter van 2–4 mm), ondiep ingesneden, rechtopstaand tot platliggend en dichte zoden vormend. Bruin bekermos heeft nooit sorediën op de grondschubben.
Bekers zijn meestal aanwezig. Deze zijn grijsgroen van kleur maar vaak grotendeels bruin aangelopen. Ze zijn dikwijls relatief breed en aan de randen spruitend. De binnen- en buitenzijde van de beker is grotendeels grof soredieus, daartussen vaak kaal en roze. De sorediën hebben doorgaans ongeveer dezelfde kleur als het thallus. De buitenzijde van de beker heeft ook schubben. Doorgaans vindt men een kaal en lichtroze randje aan de beker. Aan de bovenrand van de bekers zijn meestal bruine tot zwarte, puntvormige pycnidiën aanwezig. 
Bruin bekermos vormt (in Nederland) vaak apotheciën. Deze zijn bruin tot zwart van kleur en zitten op holle, soms vertakte stelen aan de randen van de bekers.

### Chemische reacties
Bruin bekermos heeft de volgende kenmerkende kleurreacties: C+ roodachtig of gelig of negatief, K+ roodachtig of negatief, KC+ roze of negatief, P+ rood of negatief, UV+ wit of negatief.

### Gelijkende taxa
Bruin bekermos wordt vaak verward met andere taxa; ze is (zowel chemisch of morfologisch) zeer variabel. Ze kan sterk lijken op fijn bekermos, maar die heeft nooit een kaal en lichtroze randje aan de beker.

## Ecologie
Bruin bekermos leeft op verschillende typen zure tot zwak zure substraten. Terrestrisch komt de soort vooral voor op strooisel, mor en kaal zand in heidegebieden, zandverstuivingen, duinen en in lichte bossen en struwelen. Eveneens kan ze talrijk aanwezig zijn op dood hout, boomstronken en rieten daken. Soms wordt de soort ook epifytisch aangetroffen op goed belichte, ruwe schors van hoofdzakelijk berk, grove den en jeneverbes.

## Verspreiding
In Nederland komt bruin bekermos vrij algemeen voor. Vooral op de hogere zandgronden en in de duinstreken.